# Kostel Povýšení svatého Kříže (Litomyšl)
Kostel Povýšení svatého Kříže v Litomyšli je původně gotický kostel ze 2. poloviny 14. století a patří k nejvýznamnějším památkám města Litomyšle. V současné době je farním kostelem římskokatolické farnosti – proboštství Litomyšl a náležejí mu tituly proboštský a kapitulní, je také titulární katedrálou. Je chráněn jako kulturní památka České republiky.

## Stavební charakteristika
Jedná se o trojlodní baziliku s nezvykle dlouhým presbytářem (tvoří bezmála 1/2 délky kostela). Nad celou severní lodí nalézáme empory z 1. poloviny 16. století, v hlavní lodi potom literátský kůr z přibližně stejné doby. Věž kostela je předsazená a pochází ze stejného období. Klenba v hlavní lodi a kněžišti nahradila v roce 1605 provizorní táflovaný a kazetový strop, vzniknuvší po požáru Litomyšle v roce 1460. Původní gotická klenba byla asi o jeden metr vyšší. Kostel má tři předsíně – západní (hlavní), jižní (obě z kostkovské doby) a severní, pod kterou se nachází děkanská krypta.
Přes četné úpravy, způsobené především častými požáry, si kostel dochoval svůj původní gotický ráz a společně s takřka intaktně dochovanou kaplí sv. Josefa a sakristií z 50. let 14. století představuje nejstarší doklad gotické architektury v Litomyšli.

## Historie

### Do 19. století
Počátek kostela Povýšení sv. Kříže v Litomyšli je třeba hledat v dobách litomyšlského biskupství (1344 – de facto 1421), konkrétně v době episkopátu Jana II. ze Středy (1353–1364; v kostele je podle tradice pohřben). Ten v roce 1355 povolal do Litomyšle řád augustiniánů poustevníků, pro něž nechal od roku 1356 stavět klášter společně s kostelem. Stavbou byl pověřen mistr Jakub, o němž nejsou podrobnější informace. Hrubá stavba byla dokončena v roce 1376.
Za husitských válek bylo nejen rozvráceno litomyšlské biskupství, ale i místní augustiniáni opustili město. Kostel sám pobořen nebyl, a to na rozdíl od litomyšlské katedrály Panny Marie, z jejíž trosek byly do kostela Povýšení sv. Kříže přeneseny ostatky svatého Viktorína, kterýžto relikviář je v chrámu uložen stále. Důležitým mezníkem v historii kostela je rok 1448, kdy je k němu přenesena fara od zaniklého kostela svatého Klimenta. V roce 1460 postihl Litomyšl i s kostely zničující požár, který natolik poškodil gotickou klenbu hlavní lodi, že musela být stržena a byl pořízen provizorní dřevěný strop.

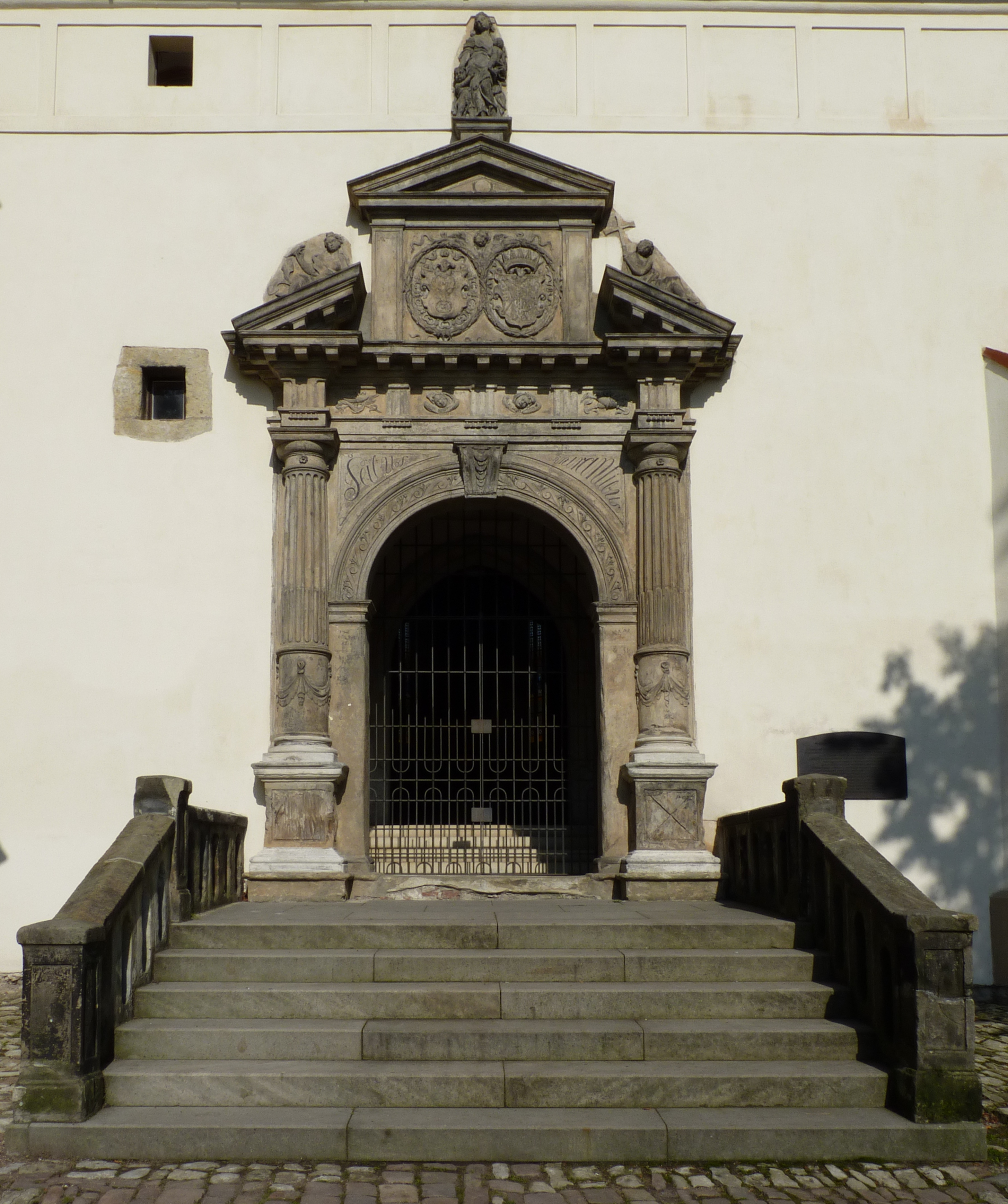
Hlavní portál (renesanční)

Významnou epochou pro kostel je doba Kostků z Postupic, za nichž byla hlavní loď nově sklenuta, byla vybudována nová, předsazená věž, jakož i dvě předsíně.
V době baroka byl kostel stavebně upravován jen v malé míře (např. dnes již neexistující barokní štít v průčelí kostela).

### Snahy o regotizaci a spor o věž
S 19. a 20. stoletím jsou spjaty snahy o regotizaci kostela, a to podle návrhů Františka Dvořáka a Antonína Engela. Zatímco Dvořákův návrh prosazoval umírněnější koncepci, respektující staletý vývoj chrámu, Engelův návrh představoval obrovský zásah a likvidaci četných renesančních prvků. Ani jeden z návrhů nebyl nakonec (paradoxně díky únoru 1948) realizován a kostelu tedy zůstaly jen dílčí úpravy z 19. století - zejména odstranění barokního štítu a jeho nahrazení trojúhelníkovým štítem s obloučkovým vlysem a přestavba věže (navýšení o jedno patro a změna střechy z cibulové na stanovou).
Od 19. století do poloviny 20. století můžeme pozorovat snahy o tzv. obnovu průčelí kostela, spočívající v „dostavbě“ druhé věže, aby bylo průčelí symetrické. Tato myšlenka předpokládala, že měl kostel původně 2 průčelní věže. Dnes je již tento názor překonaný a s jistotou můžeme říct, že gotický kostel měl původně jen jednu věž (ta byla oproti dnešní mírně posunuta a lícovala tak s průčelím).

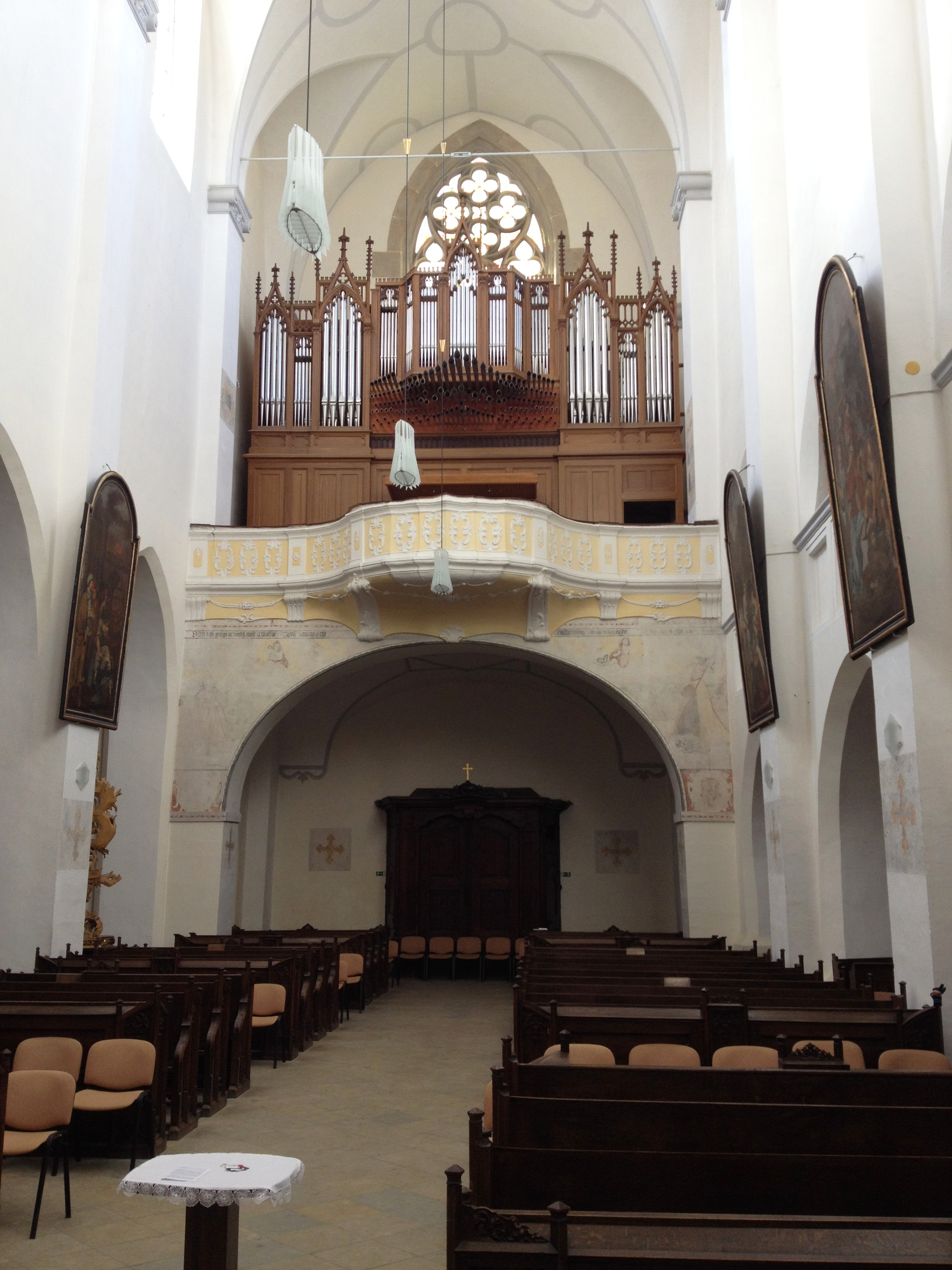
Interiér kostela s literátským kůrem a varhanami

### Moderní doba
Roku 1994 (v roce 650. výročí vzniku litomyšlského biskupství) byla při kostele založena kapitula. Poslední rekonstrukce se váže k 90. letům 20. století, jednalo se o restaurování interiéru i exteriéru, byly pořízeny nové, neogotické varhany špičkové kvality z dílny Vladimíra Grygara z Prostějova. V presbytáři bylo instalováno podlahové topení.
Kostel Povýšení sv. Kříže je hlavním kostelem litomyšlské farnosti, kde se místní věřící scházejí k pravidelným bohoslužbám. Také o něm můžeme mluvit jako o veřejném prostoru, ve kterém se konají celoročně četné kulturní akce, zejména koncerty vážné hudby.

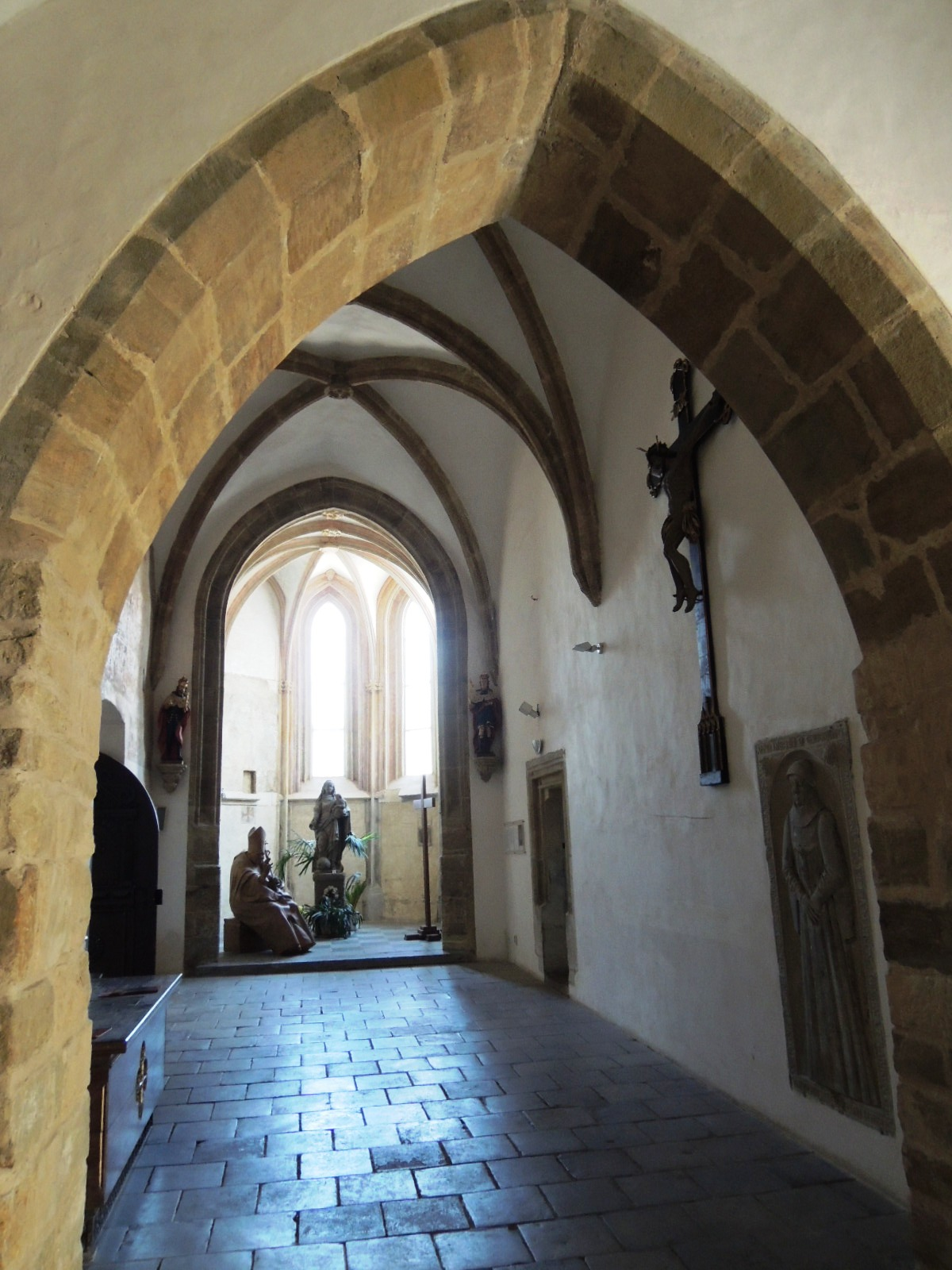
Kaple sv. Josefa při kostele Povýšení sv. Kříže

### Program záchrany architektonického dědictví
V rámci Programu záchrany architektonického dědictví bylo v letech 1995–2014 na opravu památky čerpáno 10 600 000 Kč.
| rok    | 1995  | 1996  | 1997  | 1998  | 1999  | 2000  | 2001  | 2002  |
| ------ | ----- | ----- | ----- | ----- | ----- | ----- | ----- | ----- |
| částka | 1 700 | 1 000 | 1 200 | 2 700 | 1 000 | 1 000 | 1 000 | 1 000 |

## Kaple svatého Josefa a sakristie
Nejlépe se z doby vzniku kostela dochovala přilehlá kaple svatého Josefa, umístěná mezi presbytářem kostela a sakristií. V obou místnostech jsou původní kružby oken, žebra klenby a fresková výmalba, z níž se ale v kapli dochoval jen fragment.
Původně se předpokládalo, že současná sakristie sloužila jako kapitulní síň původního kláštera, dnes už se od tohoto názoru upustilo.

## Mobiliář
Z původního gotického vybavení kostela se nedochovalo nic. Většina současného mobiliáře pochází z doby baroka (zejména oltáře a sochy) a doby 19. - 20. století (lavice, některé oltáře a sochy). Moderní mensa je dřevěná v gotizujícím stylu. Kazatelna z roku 1898 je rovněž novogotická a nahradila starší ze závěru 18. století. Obrazy křížové cesty, umístěné na pilířích hlavní lodi a na stěnách kněžiště, pocházejí z roku 1773, jsou dílem Josefa Cereghettiho a od r. 2018 procházejí restaurováním a postupnou obnovou do původní podoby.

### Oltáře
- Oltář Povýšení sv. Kříže - hlavní oltář kostela, rokokový z roku 1767, autor Martin Hennevogel, oltářní obraz Povýšení sv. Kříže od jezuity Ignáce Raaba
- Oltár sv. Aloise Gonzagy s relikviářem sv. Viktorína Amiternského
- Oltář sv. Václava
- Oltář sv. Jana Nepomuckého
- Oltář svaté rodiny
- Oltář sv. Josefa (v kapli sv. Josefa)

### Galerie

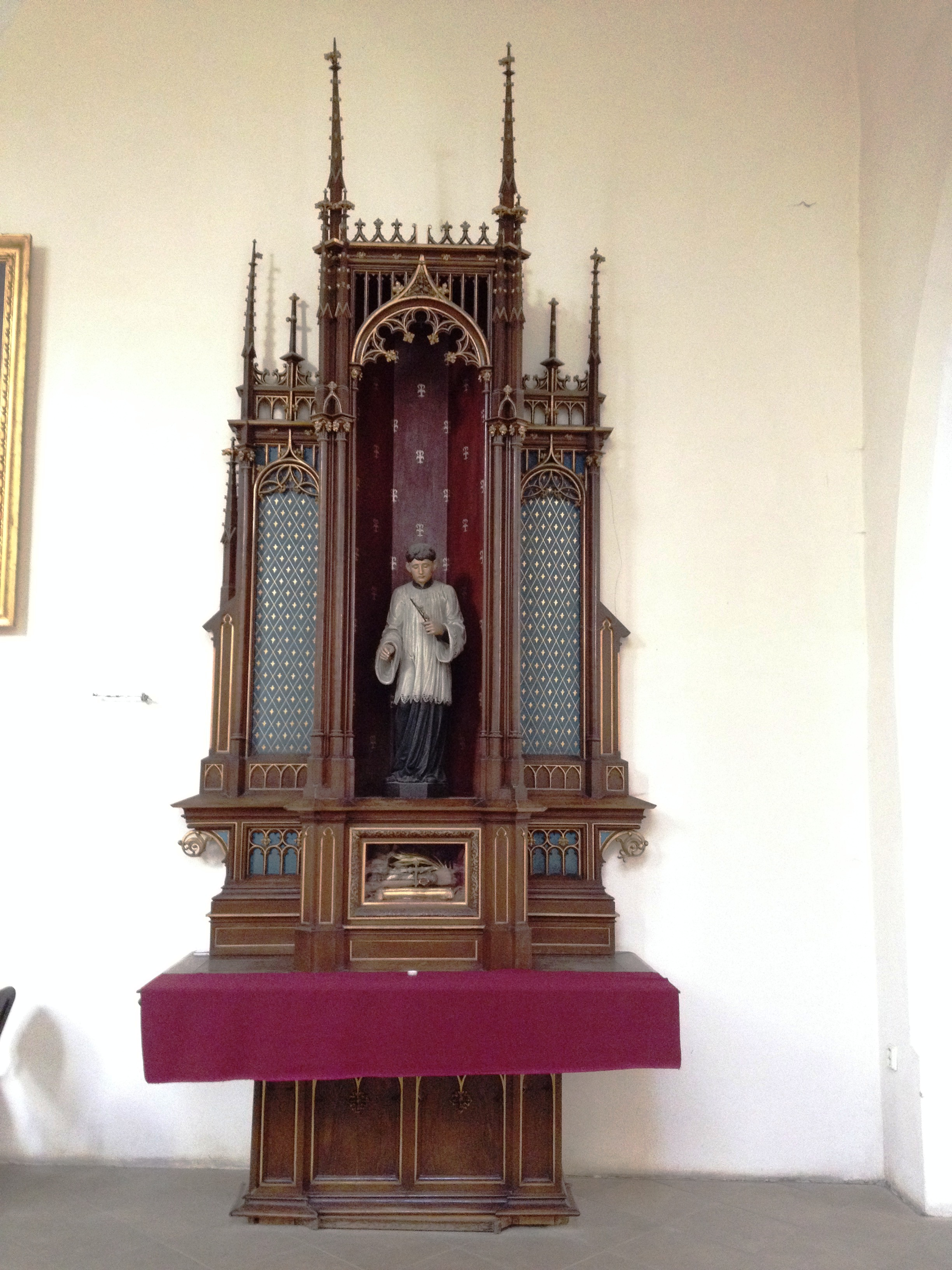
Oltář sv. Aloise Gonzagy s relikviářem svatého Viktorína
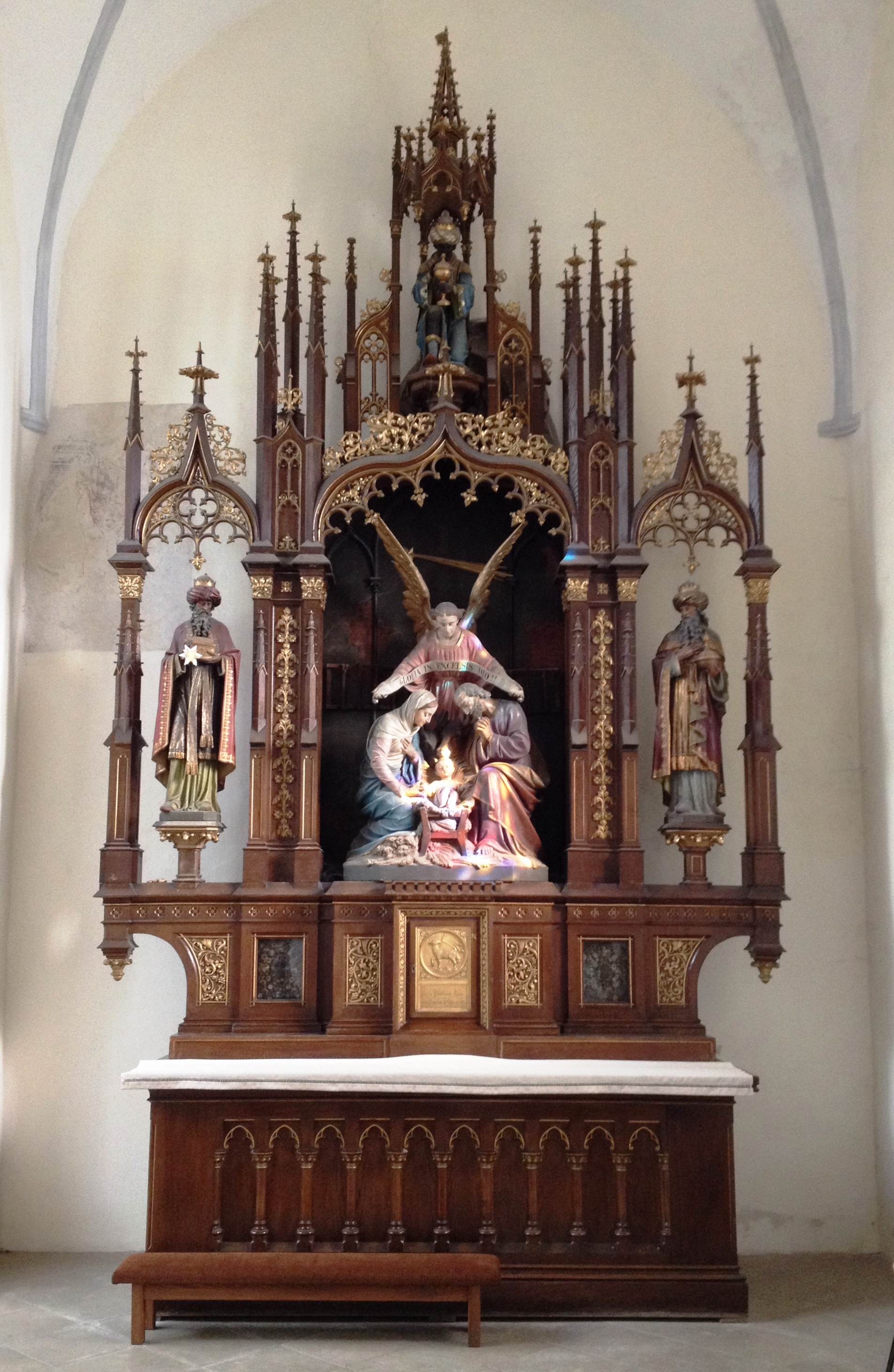
Oltář svaté rodiny
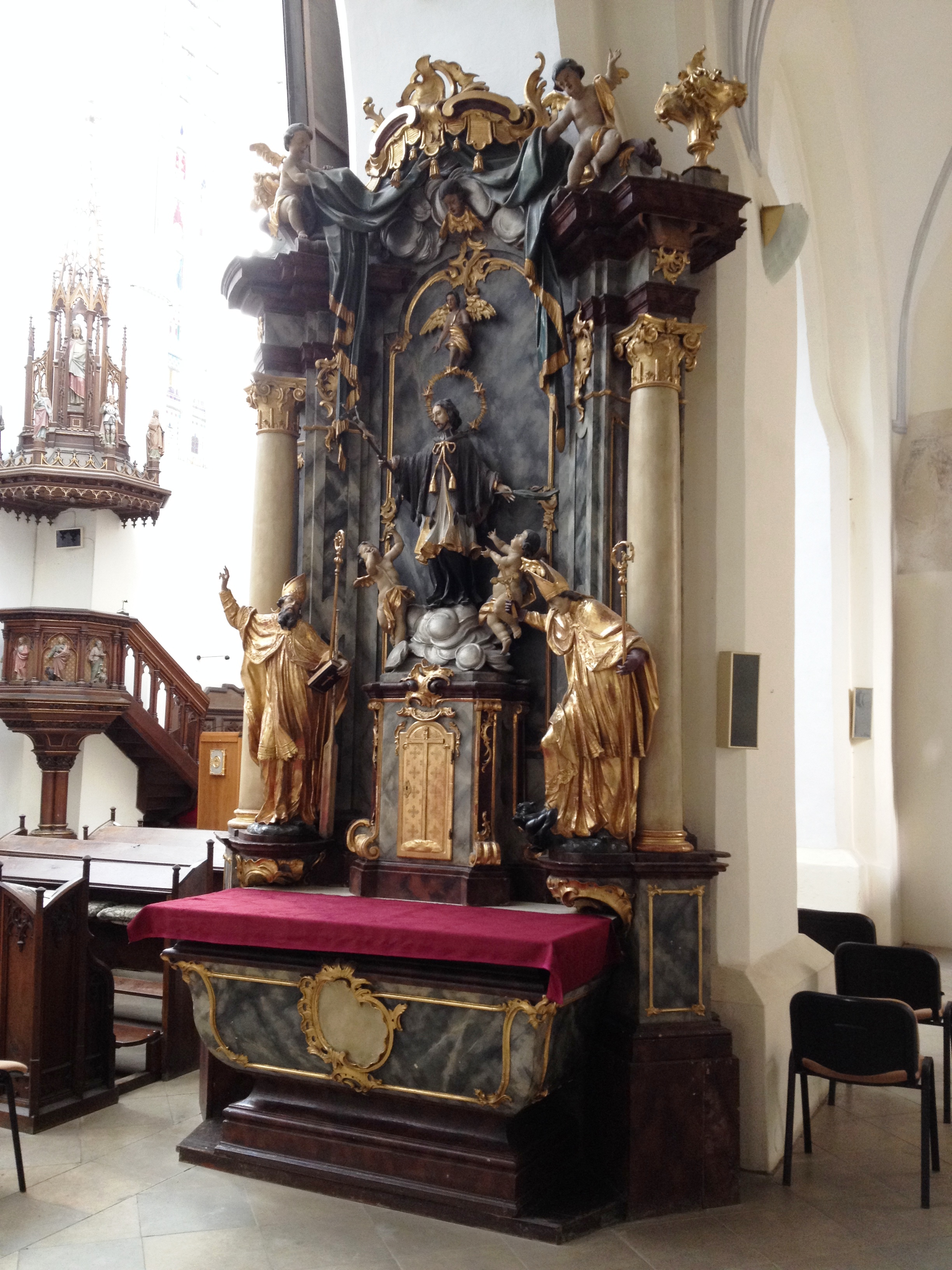
Oltář svatého Jana Nepomuckého
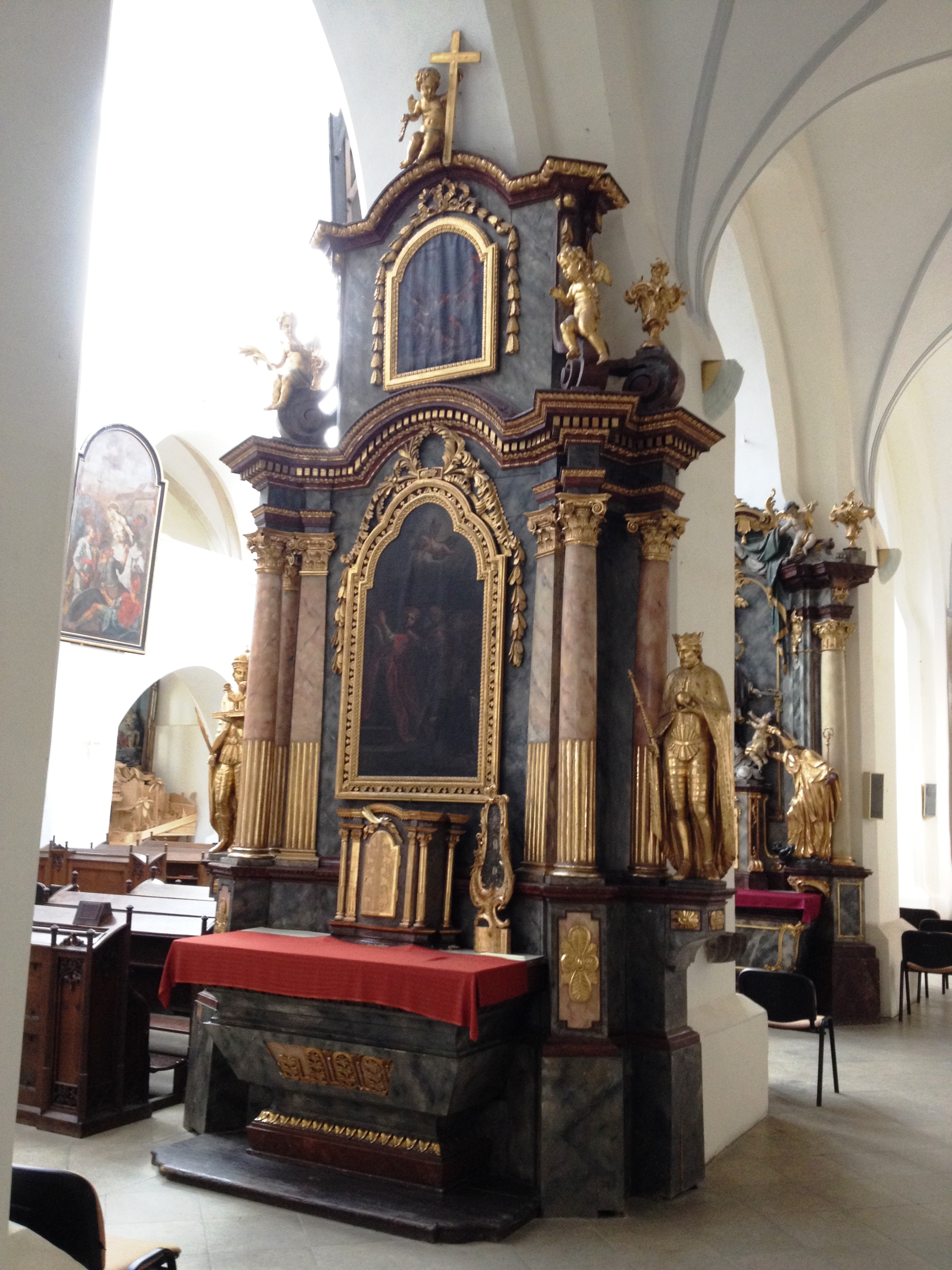
Oltář svatého Václava
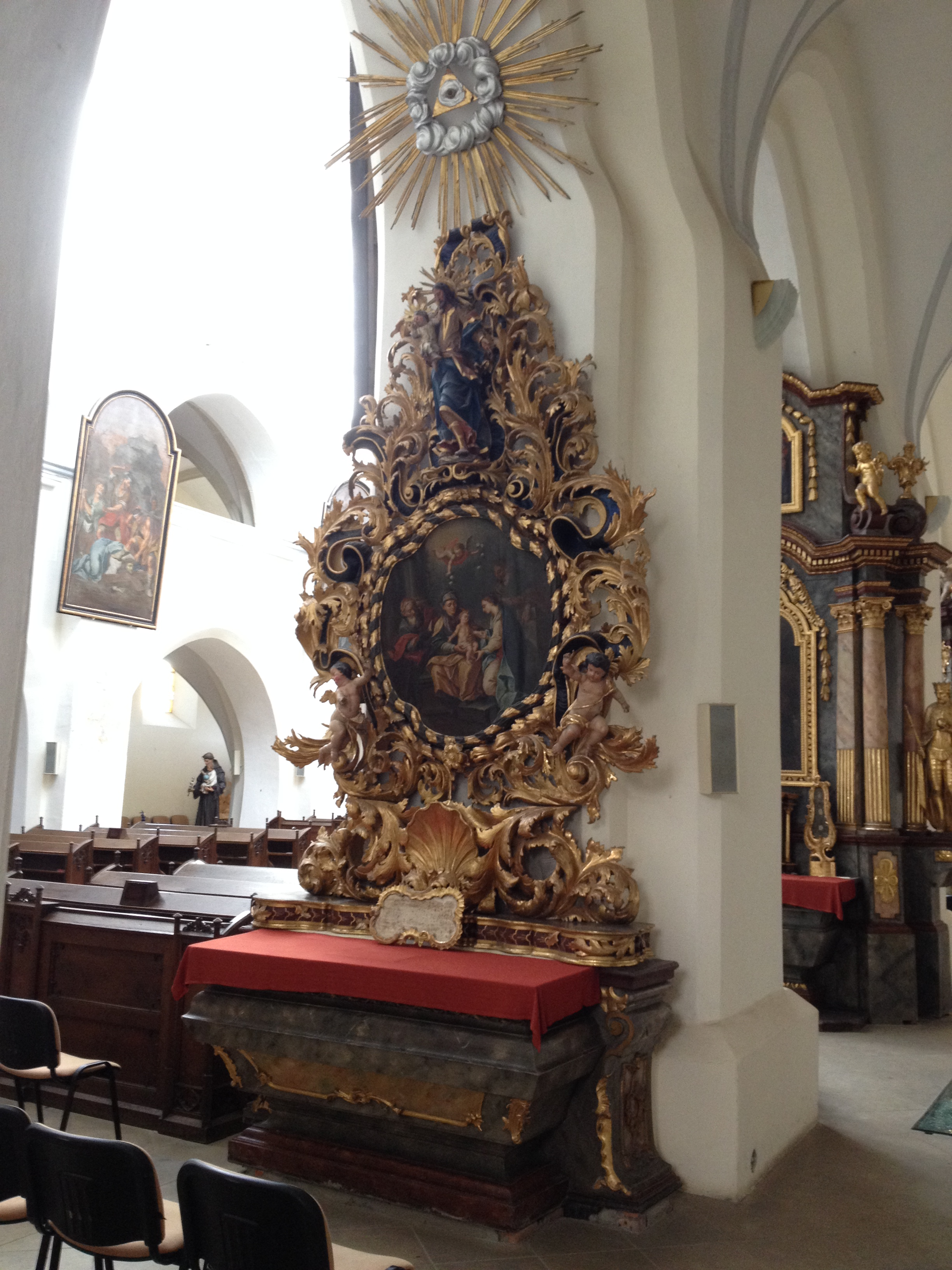
Oltář sv. Anny